# Club Deportivo Almazora
El Club Deportivo Almazora es un club de fútbol de España del municipio de Almazora situado en la Provincia de Castellón. Fue fundado en 1914 y actualmente juega en la Lliga Comunitat, sexta división en el fútbol español.

## Historia
El originario CD Almazora fue fundado en 1914, aunque la falta de continuidad del mismo debido a problemas económicos, provocaron (por dos veces), la desaparición y posterior refundación del club en el año 1949 y 1968 (esta última tras permanecer retirado de la competición durante diez años).  
A principios de los noventa, el CD Almazora jugaba en la Tercera División, pero con la reestructuración de la competición perdió la categoría, por lo que tras varias temporadas compitiendo en Preferente, rozó el ascenso a la Tercera División en múltiples ocasiones, ya que en la temporada 2006/07 consiguieron un segundo puesto que les permitió optar por el ascenso por tercer año consecutivo. (Dándose esta temporada el cambio de formato de la fase de ascenso, tratándose de dos eliminatorias a doble partido, donde fue eliminado en la primera ronda por el Club Deportivo Utiel (0-1 y 2-1),
- En la temporada 1990/91, el CD Almazora se convirtió en el filial del CD Castellón, (pero este convenio tan sólo duró un año).
- En la temporada 2015/2016 y después de superar al CD. Burriana en una eliminatoria de infarto el CD. Almazora conseguía el anhelado ascenso a la tercera división categoría nacional, en la cual milita e la actualidad (grupo VI).

## Uniforme
- Uniforme titular: Camiseta albinegra, pantalón negro, medias negras.
- Segunda equipación: Camiseta Azul, pantalón azul, medias azules.

## Datos del club
- Temporadas en 2ªB: 0
- Temporadas en 3.ª: 3
- Temporadas en Divisiones Regionales: 49
- Mejor puesto en la liga: 5.º (3.ª División: temporada 1990/91)

## Logros y Méritos
- Campeón Regional Preferente (1): 1989/90

## Trayectoria
| Temporada       | Categoría     | Puesto | Copa del Rey | Copa Federación |
| --------------- | ------------- | ------ | ------------ | --------------- |
| 1950/51 1989/90 | D. Regionales |        | -            |                 |
| 1990/91         | 3.ª División  | 5.º    | -            |                 |
| 1991/92         | 3.ª División  | 9.º    | -            |                 |
| 1992/93 -       | D. Regionales | -      | -            |                 |

 (*) Clasificado Promoción de ascenso  